# Opinione
Il termine opinione (dal latino opinio, -onis; in greco antico δόξα?, dòxa) genericamente esprime la convinzione che una o più persone si formano nei confronti di specifici fatti in assenza di precisi elementi di certezza assoluta per stabilirne la sicura verità. Con l'opinione si avanza, spesso in buona fede, una versione personale o collettiva del fatto che si ritiene vero e, pur non escludendo che ci si possa ingannare, tuttavia lo si valuta come autentico sino a prova contraria.

## Significato
In filosofia il concetto di opinione rimanda a due specifici significati:
- ogni conoscenza o credenza che non ha in sé una garanzia di verità accertata (questo è il significato più comune che si oppone al concetto di scienza dove la validità conoscitiva è sottoposta al vaglio sperimentale);
- qualsiasi asserto basato su una esperienza sensibile, immediata e contingente, che in apparenza si presenti come teoreticamente vera.

Se il primo significato si trova già accennato in Parmenide (Frammenti, 1, 29-30), il secondo si trova in Platone (Teeteto, 190 a-c) e in Aristotele (Metafisica, VII, 15, 1039b 31).

## Dalla filosofia antica al pensiero moderno
Nella filosofia antica il termine opinione è reso con δόξα, intendendo con esso una conoscenza incerta opposta alla conoscenza scientifica (επιστήμη, epistème) più sicura.
Eraclito avverte gli uomini di usare la ragione e di non fidarsi dei sensi che generano l'opinione, una falsa visione personale della realtà:
Coloro che si affidano ai sensi sono immersi in un sonno che fa scambiare i sogni con la realtà. Gli "svegli" sanno invece che devono ricorrere a quel logos che è comune agli uomini e alle cose («Bisogna seguire ciò che è comune») permettendoci così di cogliere l'oggettività delle cose.
Riprendendo il pensiero di Eraclito, Hegel riaffermerà la sua polemica nei confronti delle "romantiche fantasticherie": 
Nel suo Poema sulla natura Parmenide sostiene che la molteplicità e i mutamenti del mondo fisico sono illusori, e afferma, contrariamente al senso comune, la realtà dell'Essere. Egli narra del suo viaggio verso la dimora della dea Dike (dea della Giustizia) la quale lo condurrà al «cuore inconcusso della ben rotonda verità». La dea mostra al filosofo la via dell'opinione, che conduce all'apparenza e all'inganno, e la via della verità che conduce alla sapienza e all'Essere (τὸ εἶναι, tò èinai).
Vi è anche una opinione comune ritenuta plausibile come quella che viene messa in discussione dai paradossi (dal greco παρα, "contro" e δόξα, "opinione") di Zenone di Elea che dimostrano come pensare reali il divenire e la molteplicità, basati sui sensi, porti a conclusioni assurde.
Per Melisso di Samo l'opinione deve essere considerata senza distinzioni erronea poiché si basa sui sensi rivolti alla molteplicità e quindi incapaci di cogliere l'eternità e immobilità dell'essere unico rivelato dalla ragione.
Una rivalutazione dell'opinione è nei sofisti che ben sanno generarla tramite la parola che affascina e abbatte le convinzioni dell'interlocutore; nella relatività del sapere nessuno può credere di possedere la verità certa e quindi tutti siamo portatori di conoscenze opinabili. 
Concorda con questa concezione il pensiero di Socrate che si differenzia però nel compito etico attribuito al dialogo inteso come ricerca in comune, e non sopraffazione sofistica, di una verità opinabile ma concordata che va rimessa sempre in discussione. 
Platone conferma l'identità tra opinione e apparenza e l'opposizione tra l'opinione e la verità ricercata dal filosofo. L'opinione però non va del tutto rigettata in quanto rappresenta il primo gradino della via verso la verità. Ben diverso infatti è il possesso della verità tra l'uomo che ama le cose belle (opinione) e colui che ama la bellezza (ἀλήθεια, aletheia, la verità); il primo giudica la bellezza secondo il proprio gusto soggettivo tramite la sua sensibilità contingente, mentre il filosofo consegue il concetto del bello valido sempre e per tutti gli uomini. Così nel mito della caverna gli uomini incatenati rappresentano la condizione comune di coloro che scambiano le ombre (opinione) per la realtà dei concetti universali.
Nell'età medioevale la fede (πίστις, pistis), che era considerata da Platone come una forma dell'opinione, assume invece il valore di somma verità: «il solo bene che non è fallace e saldo è la fede in Dio.»
Il mondo sensibile viene rivalutato dal pensiero cristiano come creazione di Dio che opera sempre per il bene e quindi anche l'opinione rivolta al mondo fenomenico assume valore positivo come tale da rivelare nella natura la manifestazione di Dio.
La tesi aristotelica della validità dell'opinione come premessa alla conoscenza scientifica viene ripresa da Roberto Grossatesta che nel suo Commentario ai Secondi Analitici distingue fra opinione, intelletto e scienza considerando la prima come l'accettazione di una verità contingente, materiale e mutevole, ma pur sempre un primo grado del conoscere portato a conclusione dall'intelletto, principio della scienza, una specie di vista intellettuale (visus mentalis) che opera tramite una luce spirituale (lumen spirituale).
Nel pensiero rinascimentale con la nuova concezione della natura rivelazione dell'immanenza divina e nella filosofia dei secoli XVII e XVIII l'opinione sensibile come conoscenza delle proprietà oggettive della realtà apre la strada alla nuova scienza sperimentale che s'incaricherà da allora in poi di verificare la corrispondenza alla realtà delle opinioni.